# Rozowo (obwód Stara Zagora)
Rozowo (bułg. Розово) – wieś w południowo-środkowej Bułgarii, w obwodzie Stara Zagora, w gminie Kazanłyk. Według danych Narodowego Instytutu Statystycznego, 31 grudnia 2011 roku wieś liczyła 1194 mieszkańców.

## Środowisko naturalne
Na plantacjach wokół miejscowości uprawia się różę damasceńską, z których produkowany jest olejek różany. Rozowo znajduje się w pobliżu Tundży.

## Historia
Miejsce to było zamieszkiwane przez Traków, po których zostały grobowce.

## Infrastruktura społeczna
Rozowo posiada dom kultury wraz z biblioteką i teatrem. 3 km od miejscowości znajduje się lotnisko Kyłwacza

## Sport
We wsi działa klub piłkarski Młada gwardija Rozowo.

## Imprezy cykliczne
Co roku w sobotę przed dniem Dimitrowa (październik) odbywa się sobór.